# Saint Antoine Abbé et saint Paul, premier ermite
Saint Antoine Abbé et Saint Paul premier ermite  est une huile sur toile de Diego Velázquez peinte en 1634 et conservée au  Musée du Prado à Madrid depuis l’ouverture de cet établissement en 1819.

## Histoire
Cette toile fut commandée pour décorer l’ermitage Saint Pablo des jardins du Buen Retiro et fait partie des quelques œuvres religieuses du peintre sévillan.

## Description
La toile représente la visite que Saint Antoine Abbé fit à Paul de Thèbes. Le béat Jacques de Voragine, s'inspirant d'un récit de Jérôme de Stridon, relate cette visite dans son œuvre la Légende dorée. La toile ne représente pas un instant précis de cette visite, mais cumule sur une même scène plusieurs éléments de la légende, indépendamment de leur succession temporelle.
La légende raconte qu'Antoine, retiré comme ermite dans le désert, reçut en songe une révélation et un commandement : la révélation qu’une autre personne avait avant lui eu la même idée, et le commandement d'aller la retrouver. Il fut guidé dans sa recherche par un centaure et un faune, figures qui sont représentées à gauche de l’œuvre, à l'arrière-plan. 
Antoine parvint ainsi à trouver la retraite de Paul dans une grotte. Paul refusa dans un premier temps d'ouvrir sa porte à Antoine : Velázquez représente cette scène à droite du tableau au second plan. 
Antoine ayant finalement convaincu Paul de le rencontrer, les deux ermites entamèrent une discussion et un corbeau vint leur apporter un morceau entier de pain représentant le double de ce que Paul recevait habituellement et quotidiennement de l'oiseau. La scène centrale de l'œuvre représente l'arrivée providentielle du corbeau alors que les deux ermites s'entretiennent après avoir rendu grâce à Dieu.
Après ce repas et cette discussion, Antoine entreprit de regagner sa propre retraite. Mais, tandis qu'il s'en approchait, il vit des anges transportant l’âme de Paul. Il changea alors de direction et retourna à la grotte de l'ermite qu'il avait laissé seul. Il y trouva son corps sans vie mais encore en position de prière, à genoux. Antoine ne disposait pas de quoi creuser une sépulture mais deux lions vinrent et creusèrent une fosse. Cet épisode du récit est représenté par le peintre à gauche de l'œuvre : Antoine se recueille à côté de la dépouille allongée de Paul pendant que les deux lions creusent un trou dans le sol.